# Fazoli's
Fazoli's est une chaîne de restauration rapide haut de gamme américaine spécialisée dans la cuisine italo-américaine. Basée à Lexington dans l'État du Kentucky, la chaîne compte, en novembre 2021, 220 restaurants dans 28 États différents.

## Historique
Fazoli’s fut fondée à Lexington en 1988 par le groupe Jerrico. En 1990, les cinq restaurants de la chaîne, tous situés à Lexington, furent vendus à Kunihide et Carol Toyoda. Initialement, Fazoli's était spécialisée dans la vente de pizzas, jusqu'à ce que le couple Toyoda étende l'offre de la chaîne de restauration à la cuisine italo-américaine,,.
En 2023, Fazoli's ouvre son premier restaurant à Porto Rico. L'an suivant, Fazoli's annonce son expansion au Canada avec l'ouverture de 25 restaurants dans les dix prochaines années ; le premier ouvrira ses portes en 2025 dans la province d'Alberta.